# Gentle Giant (album)
Albums de Gentle Giant
Acquiring the Taste
(1971)
Gentle Giant est le premier album studio du groupe rock progressif britannique éponyme, sorti en 1970, produit par Tony Visconti.  

## Histoire et contenu
Cette première formation est issue des cendres du groupe Simon Dupree & The Big Sound avec qui jouaient les trois frères Shulman, Derek, Ray et Phil Shulman. L'album contient des titres très progressifs comme Alucard mais aussi des chansons plus rock comme Nothing at All qui contient un long solo de batterie. À noter la présence de la violoncelliste Clare Deniz sur la chanson Isn't it Quiet and Cold?, elle a aussi joué sur deux albums studios et une compilation live des Strawbs, Dragonfly, Ghosts et Live At The BBC Vol. One: In Session. Il y a aussi Paul Cosh au cor ténor. 

## Liste des titres
- tous les titres sont composés par Kerry Minnear, Derek, Ray et Phil Shulman.

1. Giant - 6:22
2. Funny Ways - 4:21
3. Alucard - 6:00
4. Isn't it Quiet and Cold? - 3:51
5. Nothing at All - 9:08
6. Why Not? - 5:31
7. The Queen - 1:40

## Musiciens
- Derek Shulman - Chant (1-3, 5, 6), chœurs, basse (4)
- Gary Green - Guitare électrique, guitare 12 cordes (2, 4), chœurs.
- Ray Shulman - Basse (1, 3, 5-7), guitare acoustique (5) et électrique (5-7), violon (2, 4), triangle (2) chœurs
- Kerry Minnear - Orgue Hammond (1-3, 5-7), Minimoog (3, 5, 7), Mellotron (1, 6), piano acoustique (2, 5), piano électrique (3), piano bastringue (4), timbales (1, 3), xylophone (4), vibraphone (3), violoncelle (2), basse (2), chant et chœurs (3, 6)
- Phil Shulman - Trompette (1-3, 6, 7), saxophone alto (3) et ténor (5), flûte à bec alto (6) et ténor (6), chant et chœurs (2-5)
- Martin Smith - Batterie (1-3, 5-7), caisse claire frottée avec des balais (4)

## Musiciens additionnels
- Clare Deniz : Violoncelle (4)
- Paul Cosh : Cor ténor (1)

## Production
- Tony Visconti - Producteur
- Roy Baker - Ingénieur
- George Underwood - Artiste pour le dessin de la jaquette

## En concert
Funny Ways fut presque toujours jouée en spectacle entre 1970 à 1980, il s'agit de la chanson du groupe la plus jouée en concert. 